# 鉛擬燈夜蛾
鉛擬燈夜蛾（学名：Euplocia membliaria）为夜蛾科鉛擬燈夜蛾屬下的一个种。